# Otira satura
Otira satura är en spindelart som beskrevs av Forster och Wilton 1973. Otira satura ingår i släktet Otira och familjen mörkerspindlar. Inga underarter finns listade i Catalogue of Life.